# Чемпионат мира по лёгкой атлетике 2013 — спортивная ходьба на 50 километров (мужчины)
Соревнования по спортивной ходьбе на 50 км у мужчин на чемпионате мира по лёгкой атлетике 2013 года прошли в Москве 18 августа.
Чемпионом мира стал Роберт Хеффернан из Ирландии, для которого эта медаль стала первой в карьере. Серебряную медаль завоевал дебютант сборной России Михаил Рыжов, но в 2018 году был лишён награды в связи с нарушением антидопинговых правил. 

## Медалисты
| Золото  | Роберт Хеффернан (IRL) |
| Серебро | Джаред Таллент (AUS)   |
| Бронза  | Игорь Главан (UKR)     |

## Рекорды
На начало чемпионата действительными являлись следующие рекорды:
| Мировой рекорд                 | Денис Нижегородов (RUS)   | 3:34:14 | Чебоксары, Россия | 11 мая 2008     |
| Рекорд чемпионатов мира        | Роберт Корженёвский (POL) | 3:36:03 | Сен-Дени, Франция | 23 августа 2003 |
| Лучший результат сезона в мире | Йоанн Динис (FRA)         | 3:41:07 | Дудинце, Словакия | 19 мая 2013     |

## Результаты
| Место | Спортсмен        | Страна    | Время   | Прим. |
| ----- | ---------------- | --------- | ------- | ----- |
|       | Роберт Хеффернан | Ирландия  | 3:37:56 | WL    |
| DSQ   | Михаил Рыжов     | Россия    | 3:38:58 | PB    |
|       | Джаред Таллент   | Австралия | 3:40:03 | SB    |
|       | Игорь Главан     | Украина   | 3:40:39 | PB    |
| 4     | Матей Тот        | Словакия  | 3:41:07 | SB    |
| 5     | Гжегож Судол     | Польша    | 3:41:20 | PB    |
| 6     | Иван Носков      | Россия    | 3:41:36 | PB    |
| 7     | Лукаш Новак      | Польша    | 3:43:38 | SB    |
| 8     | Такаюки Тании    | Япония    | 3:44:26 |       |
| 9     | Йоанн Дини       | Франция   | 3:45:18 |       |

Wl — лучший результат сезона в мире, PB — лучший результат в карьере, SB — лучший результат сезона